# Кеневич, Иероним
Иероним Владислав Кеневич (6 сентября 1834 — 6 (18) июня 1864, Казань) — польский революционный деятель. Инженер.

## Биография
Сын польского эмигранта. Родился во Франции. В 1853 году окончил Центральную школу искусств и ремёсел в Париже (École central Paris).
С 1857 года работал инженером на строительстве железной дороги в России. В 1860 году стал главным инженером Саратовской железнодорожной линии. Был тесно связан с польскими революционерами, в частности, С. И. Сераковским, и русскими революционными кружками в Москве накануне и в период польского восстания 1863 года. 
В январе 1863 года в Вильно представил комитету партии белых повстанцев план провокационных действий и революционных диверсий в глубинных губерниях России, на что получил 15 тысяч рублей.  Побывал в Санкт-Петербурге и Москве. В начале мая вновь приехал в Вильно, где отчитался о своей деятельности. Провинциальный департамент Литвы делегировал его в качестве представителя Литвы в Национальное польское правительство. Приехав в Париж, в качестве дипломатического агента Национального польского правительства получил 25 тысяч рублей, предназначенных для покупки оружия, и письмо от Владислава Чарторыйского.
В начале 1863 года выступил в роли главного организатора польских революционеров, пытавшихся 
поднять военно-крестьянское восстание в Поволжье весной 1863 года по соглашению между руководителями польского восстания и членами тайного революционного общества «Земля и воля».
Стоял во главе Казанского заговора (1863) и сторонников немедленного революционного действия, в число которых, кроме польских революционеров, входили Комитет русских офицеров в Польше и часть членов московской организации «Земля и воля». Заговорщики рассчитывали вовлечь крестьян в восстание авторитетом царской власти. Предполагалось, что центром восстания станет Казань (отсюда эта акция получила название «казанского заговора»).
В марте 1863 года в Москве был отпечатан подложный манифест якобы от имени императора Александра II и прокламации от имени «Временного народного правления», призывавшие народ к немедленному восстанию и созданию органов революционной власти для передачи всей земли крестьянам и осуществлению других революционных требований.
По замыслу заговорщиков, восстание, начавшись в Казанской губернии, должно было охватить Нижнее Поволжье, Урал, Дон, а затем соединиться с польским восстанием. Этот план был заведомо нереален и большинство казанцев его не поддержало. Казанский заговор проводился вопреки воле Центрального и Казанского комитетов «Земли и воли», считавших организацию восстания несвоевременной.
По доносу провокатора Глассона в конце апреля заговор был раскрыт. Действия участников заговора были прерваны многочисленными арестами. 31 человек был предан военному суду, по приговору которого пять человек: инженер И. В. Кеневич, офицеры Н. К. Иваницкий, А. Мрочек, Р. И. Станкевич (6 июня 1864) и М. А. Черняк (11 октября 1865) были расстреляны, остальные отправлены на каторгу и в ссылку. 